# آنتونیتا دی مارتینو
آنتونیتا دی مارتینو (ایتالیایی: Antonietta Di Martino؛ زادهٔ ۱ ژوئن ۱۹۷۸) ورزشکار دو و میدانی پرش ارتفاع اهل ایتالیا است.